# ظروف معطاة
إن مصطلح الظروف المعطاة هو مبدأ مأخوذ من منهجية الممثل المسرحي الروسي قسطنطين ستانيسلافسكي لتدريب الممثلين، وتمت صياغته في النصف الأول من القرن العشرين في مسرح موسكو للفنون.
ينطبق مصطلح الظروف المعطاة على مجموعة كاملة من الظروف البيئية والسياقية التي تؤثر على التصرفات التي تؤديها شخصية في الدراما. وعلى الرغم من أن الشخصية قد تقوم بتلك الاختيارات بغير وعي، إلا أن الممثل القائم بدور الشخصية يكون واعيًا بتلك الظروف بقدر من الوعي يساعده في تعميق فهمه للدافع وراء تصرفات الشخصية. تشمل الظروف المعطاة ظروف عالم الشخصية (على سبيل المثال الزمان والمكان: في مسرحية هاملت، على سبيل المثال، التواجد في مدينة إلزينور في وقت محدد من التاريخ يعد بمثابة ظروف معطاة)، والعناصر المأخوذة من تاريخ بيئة الشخصية (في مسرحية هاملت: مقتل الملك هاملت الأب التي سبقت قصة المسرحية هي ظروف معطاة)، والعناصر المأخوذة من حالة خاصة بالشخصية (في مسرحية هاملت: الشخصية هاملت ولي العهد).
خلال كتابته عن ممارسته المسرحية، وصف ستانيسلافسكي الظروف المعطاة أنها "القصة والحقائق والحوادث والفترة وزمان ومكان التصرف وطريقة الحياة. [...] الظروف المعطاة، بالضبط مثل "لو"، عبارة عن افتراضات، "منتجات من الخيال."

## المؤلفات
- Mitchell, Katie: The director's craft: A handbook for the theatre. Abingdon: Routledge, 2008.
- Stanislavski, Konstantin: An Actor's Work: A Student's Diary. Transl. Jean Benedetti. Abingdon: Routledge, 2008.

1. ↑  Stanislavski، Konstantin (transl. Jean Benedetti) (2008). An Actor's Work: A Student's Diary. Abingdon, Oxon: Routledge. ص. 52–53.